# Ordem Olímpica
A Ordem Olímpica é o prêmio olímpico mais alto do movimento, criado pelo Comité Olímpico Internacional em 1974, como um sucessor para o Certificado Olímpico, prêmio concedido anteriormente. A ordem olímpica tinha, inicialmente, três graus (ouro, prata e bronze), embora o bronze tenha sido retirado em 1984. Esta honraria é concedida a indivíduos que contribuíram para o movimento olímpico e sua evolução, com melhorias para os esportes e desempenhos na competição.
Entre os atletas que receberam esta distinção estão a tenista Steffi Graf e a ginasta Nadia Comaneci (esta e o brasileiro  Carlos Arthur Nuzman são os únicos galardoados por duas vezes na história da Ordem).

## Bissau-guineense galardoado[2]
A única personalidade bissau-guineense galardoada é:
- 1982 - José Manuel Vaz Fernandes

## Brasileiros galardoados[2]
Entre as personalidades brasileiras galardoadas encontramos:
- 1976 - Antonio dos Reis Carneiro (basquetebol)[3]
- 1978 - Paulo Martins Meira (basquetebol)
- 1979 - Jeronymo Baptista Bastos
- 1982 - João do Pulo (atletismo)[4]
- 1982 -  Joao da Costa
- 1983 - Antonio Carlos Almeida Braga
- 1984 - Abílio Ferreira d'Almeida (futebol)
- 1985 - André Richer (remo)[4]
- 1986 - Carlos Osório de Almeida
- 1987 - Ramiro Tavares Gonçalves
- 1988 - Anísio da Silva Rocha (hipismo e pentatlo)[4]
- 1992 e 2016 - Carlos Arthur Nuzman (vôlei; este a e ginasta Nadia Comaneci são os únicos galardoados por duas vezes na história da Ordem))[4][5]
- 1990 - Hugo de Sá Campello Filho
- 1990 - Joaquim de Couto Simoes
- 1992 - Mario Carvalho Pini (atletismo)
- 1993 - Pedro Barros Silva
- 1997 - Oscar Schmidt (basquete)[4]
- 1999 - Amaury Daumas
- 2000 - Maria Lenk (natação)
- 2001 - Eduardo Henrique de Rose
- 2000 - Sylvio Padilha (atletismo)
- 2000 - Adhemar da Silva (atletismo)
- 2003 - Bernardo Rajzman (voleibol)
- 2016 - Pelé (futebol) [6]
- 2016 - Sidney Levy (diretor executivo do Rio 2016)
- 2016 - Eduardo Paes (Secretário de Estado de Turismo Esporte e Lazer do Rio de Janeiro durante a candidatura e Prefeito do Rio de Janeiro durante construção do parque olímpico e ao longo da Rio 2016)

## Portugueses galardoados[2]
Entre as personalidades portuguesas galardoadas encontramos:
- 1978 - Domingos Coutinho (hipismo)
- 1981 - Henrique Callado (hipismo)
- 1982 - Fernando Luís Pereira Machado
- 1984 - Duarte Manuel Bello (vela)
- 1987 - Francisco Alves (polo aquático)
- 1988 - Mário Moniz Pereira (atletismo)
- 1988 - Raúl de Castro (atletismo)
- 2000 - Rosa Mota (atletismo)
- 2001 - Jorge Salcedo (atletismo)
- 2003 - Henrique Reis Pinto (ginástica)
- 2004 - Alexandre Yokochi (natação)
- 2005 - José Júlio Valarinho (esgrima)
- 2007 - João Campos (atletismo)
- 2009 - Fernando Bello (vela)